# 匿名通報ダイヤル
匿名通報ダイヤル（とくめいつうほうダイヤル）は、警察庁が2007年10月1日より開始した、匿名通報制度。
運営は、株式会社リンクファシリティーズ（本社：神奈川県横浜市）に委託されている。

## 概要
匿名通報制度は、子どもや女性を被害者とする犯罪の深刻化を受けて、少年の福祉を害する犯罪や人身取引事犯の犯罪情報を匿名で通報する制度。匿名で通報できることにより、身元の特定など、自己への不利益を考えて通報に躊躇していた人からの有益な情報を得ることができるようになることを期待されている。
また、情報提供者には、10万円を限度として、情報料（報奨金）が支払われる。対象犯罪以外の通報についても受け付けるが、参考情報の扱いになり、情報料は支払われない。
なお、匿名通報ダイヤルの電話番号は0120-924-839である。同番号に対しては、「とくめいつうほう やってサンキュー」という語呂合わせが付与されている。
また、2009年7月1日からはインターネットでも通報できるようになった。
2012年4月1日から、運営委託先が日本ガーディアン・エンジェルスから株式会社リンクファシリティーズに変更。対象情報の拡大を行い、暴力団に関わる情報をはじめ薬物事犯、拳銃、他人名義の携帯電話（不正取得）、偽装結婚など、多岐に渡るようになった。警察庁の発表によると2012年度の匿名通報ダイヤルの通報件数は8825件と急増している。
2015年4月1日から、更なる対象情報の拡大を行い、オレオレ詐欺、振り込め詐欺等の特殊詐欺が新たに加えられた。

## 対象犯罪
- 暴力団に関わる情報
  - 暴力団による事件
  - 暴力団の組織情報
  - その他の暴力団情報
- 特殊詐欺に関わる情報
- 拳銃に関わる情報
- 犯罪インフラ事犯
  - 他人名義の携帯電話取得
  - 銀行業を営む資格がないのに国外送金等を代行（地下銀行）
  - 不法滞在者等に住居を斡旋
  - 偽装結婚
  - 偽装による日本国籍取得
  - 旅券や外国人登録証明書、運転免許証等の偽造
  - 他人名義の銀行口座取得
  - 銀行口座や携帯電話の売買
- 薬物事犯
  - 大麻・覚醒剤・あへん・違法薬物の所持・譲受・輸出入・製造等
- 少年の福祉を害する犯罪
  - 少年の心身に有害な影響を与え、少年の福祉を害する犯罪。以下に例を挙げる。
    - 児童買春・児童ポルノ禁止法違反（児童買春等）
    - 労働基準法違反（年少者の危険業務、深夜業等）
    - 覚醒剤取締法違反（少年への譲渡し等）
    - 刑法の強制わいせつ罪等
- 人身取引事犯
  - 女性を、(1)搾取の目的で、(2)暴力、脅迫、欺もう等又は被害者を支配下に置く人間への金銭等の授受等の手段により、(3)獲得、引渡し、収受する等の犯罪、及び児童を、(1)搾取の目的で、(2)獲得、引渡し、収受する等の犯罪。以下に例を挙げる。
    - 刑法の人身売買罪等
    - 出入国管理及び難民認定法違反（不法就労活動をさせる行為等）
    - 売春防止法違反（買収の周旋、場所の提供等）

平成22年2月1日から、児童虐待を対象犯罪に加える事が発表されている。
平成24年4月1日から、あらたに暴力団、拳銃、薬物、犯罪インフラを対象犯罪に加えられた。
平成27年4月1日から、あらたに特殊詐欺を対象犯罪に加えられた。

## 制度の流れ
1. ホームページからの通報または、匿名通報ダイヤルに電話連絡する（受付時間は月〜金の9:30から18:15まで）。
2. 情報を提供した際に、受付番号・暗証番号が付与される。
3. 専用ホームページ上の、情報確認ページから付与された受付番号を使用して、照会する。
4. 情報確認ページにおいて、事件が解決を確認後、情報料の受け取りを希望する場合は、専用ダイヤルに連絡する。
5. 情報料の支払いは、原則手渡しとされるが、情報提供者が希望した場合には、希望の宛先に現金を郵送する方法や、希望の金融機関の預貯金口座への振り込みによる方法を選択することもできる。

このように、情報提供から情報料の受け渡しまで、受付番号と暗証番号で処理するため、完全に匿名にて情報提供が行えるとされている。